# セス・ペトルゼリ
セス・ペトルゼリ（Seth Petruzelli、1979年12月3日 - ）は、アメリカ合衆国の男性総合格闘家であり、プロレスラー。フロリダ州ケープコーラル出身。ザ・ジャングルMMA所属。ブラジリアン柔術黒帯。糸東流空手黒帯。
総合格闘技だけでなく、キックボクシングの試合にも出場している。筋骨逞しい肉体から、「ザ・シルバーバック」（雄ゴリラ）の異名を持つ。

## 来歴

### 総合格闘技
2004年1月24日、KOTCでダン・スバーンに判定勝ち。
2005年、リアリティ番組「The Ultimate Fighter」のシーズン2に参加し、ヘビー級トーナメント準決勝でブラッド・アイムスに敗れた。
2008年10月4日、EliteXC: Heatでアーロン・ローサと対戦する予定であったが、試合当日に負傷欠場したケン・シャムロックの埋め合わせをする形でキンボ・スライスの対戦相手に抜擢された。試合ではキンボをカウンターでダウンさせると、そのままパウンドで追い討ちをかけ、14秒でTKO勝ちを収めた。
2010年7月3日、UFC 116で約3年ぶりにUFCに復帰したが、リカルド・ロメロにストレートアームバーで一本負け。
2010年11月13日、UFC 122でカーロス・ヴェモラと対戦し、パウンドによるTKO負けを喫した。

### キックボクシング
2004年3月27日、K-1 WORLD GP 2004 in SAITAMAでボブ・サップと対戦。開始早々にパンチでダウンを奪うが、自らのパンチによって右腕を負傷し、TKO負けとなった。
2004年5月30日、一撃でアレキサンダー・ピチュクノフと対戦し、TKO負け。

### プロレス
2016年10月15日、フロリダ州を拠点とするI Believe In WrestlingのBELIEVE 130にてプロレスラーデビューを果たす。ブレイドン・ナイトと対戦して勝利を飾った。

## 戦績

### 総合格闘技
| 総合格闘技 戦績 | 総合格闘技 戦績 | 総合格闘技 戦績 | 総合格闘技 戦績 | 総合格闘技 戦績 | 総合格闘技 戦績 | 総合格闘技 戦績 |
| --------------- | --------------- | --------------- | --------------- | --------------- | --------------- | --------------- |
| 18 試合         | (T)KO           | 一本            | 判定            | その他          | 引き分け        | 無効試合        |
| 12 勝           | 10              | 1               | 1               | 0               | 0               | 0               |
| 6 敗            | 1               | 4               | 1               | 0               | 0               | 0               |

| 勝敗 | 対戦相手                 | 試合結果                             | 大会名                                         | 開催年月日     |
| ×    | カーロス・ヴェモラ       | 1R 3:46 TKO（パウンド）              | UFC 122: Marquardt vs. Okami                   | 2010年11月13日 |
| ×    | リカルド・ロメロ         | 2R 3:05 ストレートアームバー         | UFC 116: Lesnar vs. Carwin                     | 2010年7月3日   |
| ○    | ライアン・ホワイト       | 1R 1:07 腕ひしぎ十字固め             | BAMMA 3: Watson vs. Horwich                    | 2010年5月15日  |
| ○    | クリス・ベイテン         | 1R 2:43 TKO（パンチ連打）            | AOF 4: Damage                                  | 2009年8月22日  |
| ○    | キンボ・スライス         | 1R 0:14 TKO（右ストレート→パウンド） | EliteXC: Heat                                  | 2008年10月4日  |
| ○    | ショーン・サレー         | 1R 2:58 TKO                          | Knight Fight                                   | 2007年10月27日 |
| ×    | ウィウソン・ゴヴェイア   | 2R 0:39 フロントチョーク             | UFC Fight Night: Stevenson vs. Guillard        | 2007年4月5日   |
| ○    | バーナード・ラザフォード | 1R 1:47 KO（パウンド）               | Ultimate Warrior Challenge 2                   | 2007年2月2日   |
| ×    | マット・ハミル           | 5分3R終了 判定0-3                    | Ortiz vs. Shamrock 3: The Final Chapter        | 2006年10月10日 |
| ○    | ダン・スバーン           | 5分3R終了 判定3-0                    | KOTC 32: Bringing Heat                         | 2004年1月24日  |
| ○    | ブライアン・ホーキンス   | 1R 2:21 TKO（パンチ連打）            | KOTC 21: Invasion                              | 2003年2月21日  |
| ○    | ロッキー・バタスティーニ | 1R 4:04 TKO（パンチ連打）            | KOTC 18: Sudden Impact                         | 2002年11月1日  |
| ○    | マイク・ウォード         | 1R TKO（カット）                     | Cage Wars 1                                    | 2002年2月23日  |
| ○    | キース・フィールダー     | 1R 2:10 TKO（タオル投入）            | Reality Submission Fighting 6: Mayhem in Myers | 2001年12月29日 |
| ○    | ビクター・マジュスカウス | 1R 0:29 TKO（スラム&パウンド）       | WVF: Battlejax                                 | 2001年11月10日 |
| ×    | ガン・マッギー           | 1R 1:25 ヒールホールド               | WEC 1: Princes of Pain                         | 2001年6月30日  |
| ×    | マリオ・ネト             | 1R 17:36 ギブアップ                  | World Vale Tudo Championship 13                | 2001年6月9日   |
| ○    | ネイト・ロビンソン       | 1R 1:29 KO                           | WVF: Battlejax                                 | 2000年8月26日  |

### キックボクシング
| 勝敗 | 対戦相手                     | 試合結果                          | 大会名                       | 開催年月日    |
| ×    | アレキサンダー・ピチュクノフ | 2R 2:18 TKO（レフェリーストップ） | 一撃 5.30 ICHIGEKI           | 2004年5月30日 |
| ×    | ボブ・サップ                 | 1R 0:57 KO（戦意喪失）            | K-1 WORLD GP 2004 in SAITAMA | 2004年3月27日 |

## 表彰
- UFC ファイト・オブ・ザ・ナイト（2回）